# Ferdinand von Winning
Friedrich Ferdinand Wilhelm August von Winning (* 5. Mai 1790 in Neuhaldensleben; † 19. Februar 1875 in Liegnitz) war ein preußischer Generalleutnant.

## Leben

### Herkunft
Ferdinand war ein Sohn von Karl Otto Ehrenreich von Winning (1752–1838) und dessen Ehefrau Sophie Dorothea, geborene Hesse (1762–1823). Sein Vater war Oberst und Kommandeur des Leib-Karabinier-Regiments sowie Ritter des Ordens Pour le Mérite. Sein älterer Bruder Karl Otto Ehrenreich (1784–1849) wurde preußischer Generalmajor.

### Militärkarriere
Winning besuchte die Schule in Magdeburg und das Kloster Berge. Am 20. April 1802 trat er als Gefreitenkorporal in das Infanterieregiment „von Arnim“ der Preußischen Armee ein. Bis Ende April 1805 stieg er zum Fähnrich auf und nahm während des Vierten Koalitionskriegs an den Schlachten bei Jena und Lübeck teil. Winning entkam der Kapitulation bei Ratekau und kämpfte in den Gefechten bei Königsberg, Wehlau und bei der Verteidigung von Danzig. In der Zeit kam er am 31. Dezember 1806 als Sekondeleutnant in das 5. Westpreußische Reserve-Bataillon. Nach dem Frieden von Tilsit wurde Winning am 4. August 1807 mit Halbsold inaktiv gestellt.
Am 1. Mai 1809 nahm er am Zug des Majors Schill teil und kämpfte bei Dodendorf, Dömitz, Damgarten und Stralsund. Wegen der Teilnahme stellte man Winning vor ein Kriegsgericht, das ihn am 3. März 1810 zu drei Monaten Festungshaft verurteilte. Am 12. Dezember 1812 wurde er dem 1. Schlesische Infanterie-Regiment aggregiert und am 4. März 1813 in das 2. Reserve-Bataillon des Regiments versetzt. Ende Juli 1815 aggregierte man ihn dem 2. Garde-Regiment zu Fuß und beförderte Winning Mitte August 1813 zum Premierleutnant. Während der Befreiungskriege kämpft er in den Schlachten bei Großgörschen, Bautzen, Dresden, Leipzig sowie den Gefechten bei Notzwitz und Gurkau. Bei der Belagerung von Glogau erwarb er das Eiserne Kreuz II. Klasse.
Winning wurde am 8. April 1815 dem Gouvernement Aachen überwiesen und am 26. Juni 1815 mit Patent vom 10. April 1815 als Kapitän und Kompaniechef in das 2. Rheinische Landwehr-Infanterie-Regiment versetzt. Am 31. Mai 1816 wurde er dem 7. Infanterie-Regiment aggregiert und am 16. Oktober 1816 als Kompaniechef einrangiert. Am 13. Juni 1827 avancierte Winning mit Patent vom 14. Juni 1827 zum Major und schied am 30. Oktober 1833 mit inaktiven Gehalt aus.
Er kehrte in die Armee zurück und wurde am 18. April 1836 als Bataillonskommandeur im 27. Infanterie-Regiment wieder angestellt. In dieser Stellung stieg Winning am 30. März 1839 zum Oberstleutnant auf. Am 31. März 1836 beauftragte man ihn zunächst mit der Führung des 14. Infanterie-Regiments und ernannte Winning am 10. September 1840 unter gleichzeitiger Beförderung zum Oberst zum Regimentskommandeur. Am 31. März 1846 wurde er als Kommandeur in die 12. Landwehr-Brigade versetzt und am 2. Mai 1846 dem 14. Infanterie-Regiment aggregiert. Am 27. März 1847 wurde er zum Generalmajor befördert und am 14. Juni 1850 zum Kommandeur der 10. Division ernannt. Vom 12. Juni bis zum 4. November 1851 war Winning zusätzlich mit der Wahrnehmung der Geschäfte als Kommandierender General des V. Armee-Korps beauftragt. Anschließend zum Generalleutnant befördert, wurde er am 17. Februar 1853 Kommandeur der 1. Division in Königsberg. Winning erhielt am 5. April 1855 seinen Abschied mit Pension.
Anlässlich seines 50-jährigen Dienstjubiläums verlieh ihm König Friedrich Wilhelm IV. den Roten Adlerorden I. Klasse mit Eichenlaub. Er starb am 19. Februar 1875 in Liegnitz.

### Familie
Winning heiratete im Jahr 1823 in Glogau Dorothea Karin (1801–1862). Aus der Ehe gingen die drei Töchter Charlotte Luise Wilhelmine (1824–1900), Anna Malvine (1825–1891) und Anna Auguste Leopoldine (1835–1900) hervor. Die Töchter blieben sämtlich unvermählt.
Der General Leopold von Winning ist ein Cousin.